# Jaraba
Jaraba ist ein nordspanischer Ort und eine Gemeinde (municipio) mit 295 Einwohnern (Stand: 2024) im Westen der Provinz Saragossa und der Autonomen Region Aragonien. Der Ort gehört zur bevölkerungsarmen Serranía Celtibérica.

## Lage und Klima
Jaraba liegt etwa 125 Kilometer (Luftlinie) westsüdwestlich von Saragossa in einer Höhe von 765 m am Río Mesa. 
Das Klima ist gemäßigt bis warm; der eher spärliche Regen (ca. 465 mm/Jahr) fällt mit Ausnahme der eher trockenen Sommermonate übers Jahr verteilt.

## Bevölkerungsentwicklung
| Jahr      | 1970 | 1981 | 1991 | 2001 | 2011 | 2021 |
| Einwohner | 462  | 376  | 334  | 314  | 363  | 282  |

Die Mechanisierung der Landwirtschaft, die Aufgabe bäuerlicher Kleinbetriebe und der damit verbundene Verlust von Arbeitsplätzen führten seit der Mitte des 20. Jahrhunderts zu einem deutlichen Rückgang der Bevölkerung (Landflucht).

## Sehenswürdigkeiten
- Kirche der Transfiguration des Herrn (Iglesia de la Transfiguración del Señor )
- Thermalquellen von Jaraba, römische Ruinen zeigen dabei ein sizilianisches Bad

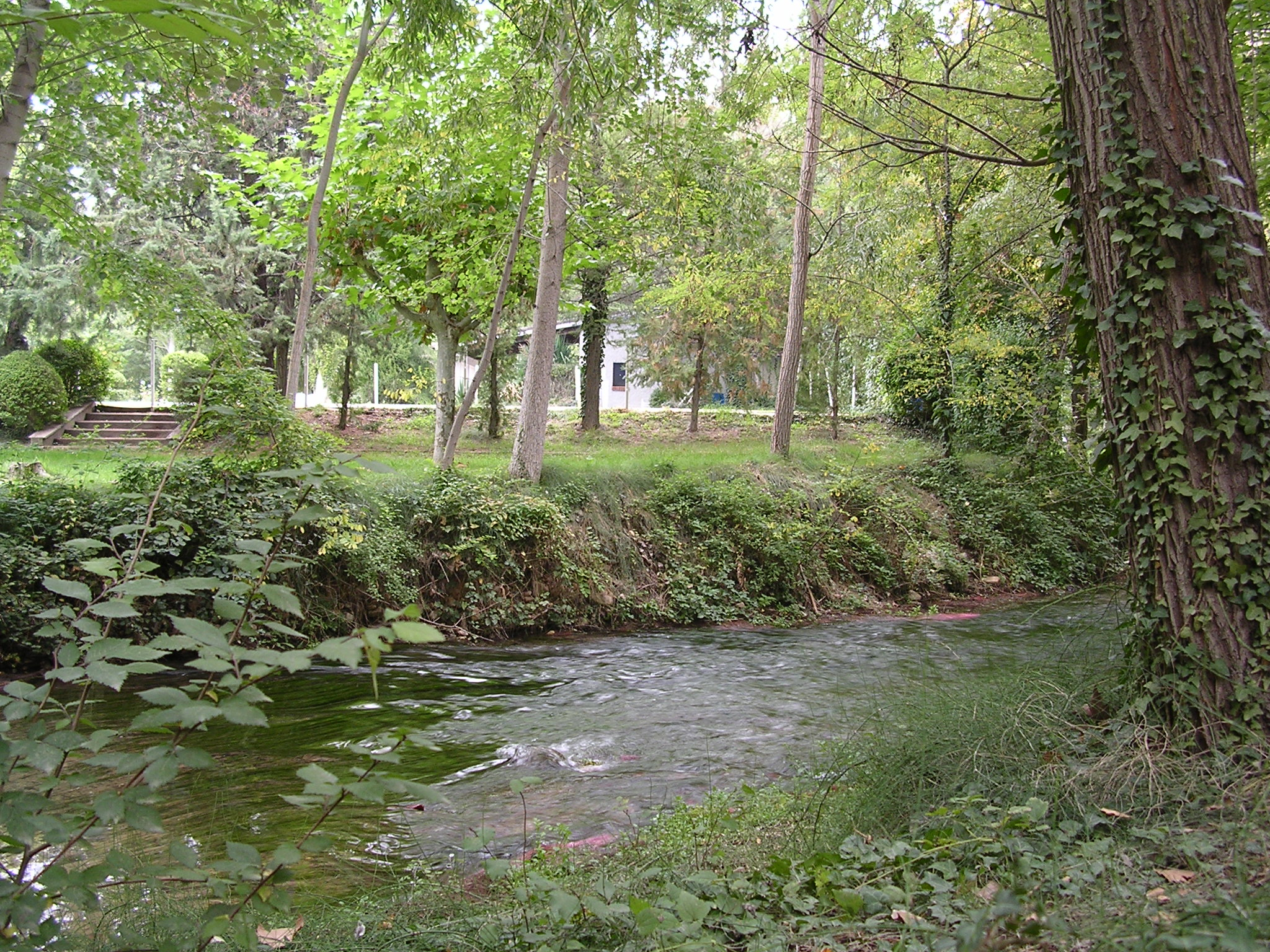
Reste eines sog. sizilianischen Bades
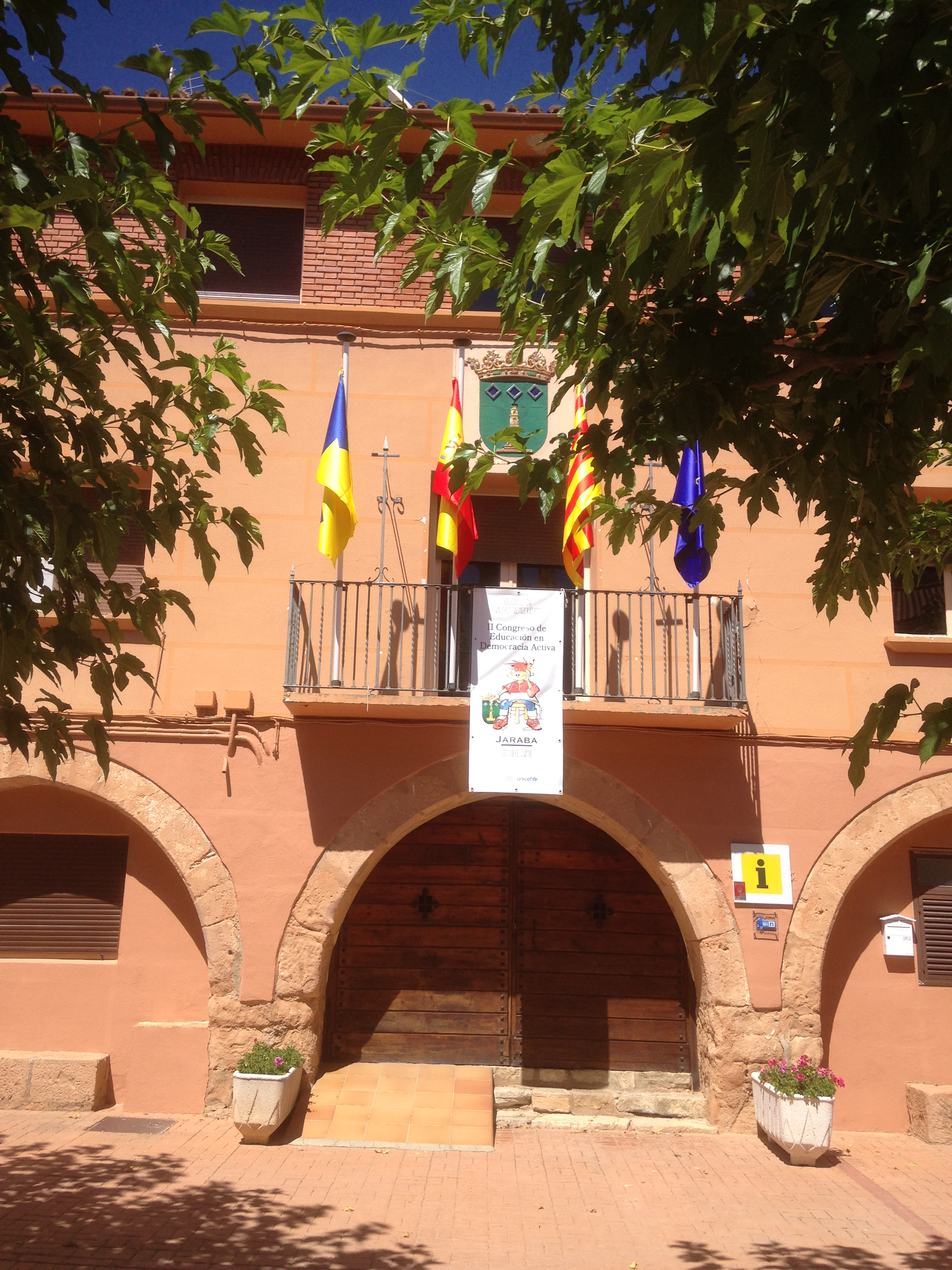
Rathaus